# Spiška Kapitula
Spiška Kapitula ali Spiški kapitelj (slovaško Spišká Kapitula, madžarsko Szepeshely ali Szepesi Káptalan) je izjemno dobro ohranjeno cerkveno mesto na robu Spišskéga Podhradja, Slovaška pod  Spiškim gradom. Kapitelj je del Unescove svetovne kulturne dediščine Levoča, Spiški grad in z njima povezani kulturni spomeniki.

## Mesto in zgodovina
Mesto sestavljajo stolnica sv. Martina, posvečena sv. Martinu Tourškemu, nekdanji samostan in ulica, zgrajeni v srednjem veku in obdani z obzidjem. S spodnjih vrat je čudovit pogled na Spiški grad na sosednjem griču.
Spiški kapitelj je v 12. stoletju postal glavni sedež cerkvene uprave v Spiški regiji. Leta 1776 je postal sedež škofije Spiš (madžarsko Szepes). Sedanji škof Štefan Sečka je 14. spiški škof.
Stolnica v romanskem in gotskem slogu je bila grajena od 13. do 15. stoletja.  Je ena od največjih in najbolj zanimivih romanskih spomenikov na Slovaškem. V njej je več srednjeveških oltarjev  in grobov gospodarjev Spiškega gradu. V 15. stoletju je bila v stolnici postavljena izjemna kamnita grobnica družine Zapolja (slovaško Zápoľský). Nedavno restavrirane stenska slika iz leta 1317 prikazujejo kronanje ogrskega kralja Karla Roberta Anžjuskega. Druga slika je delo neznanega slikarja z izmišljenim imenom Mojster iz Kirchdraufa.
Spiški kapitelj je leta 1995 obiskal papež Janez Pavel II.

## Stolnica svetega Martina
Stolnica sv. Martina, katoliška stolnica v kraju Spišská Kapitula je lokalni del mesta Spišské Podhradie v okrožju Levoča. Je tudi župnijska cerkev. Je romansko- gotska stolnica, zgrajena v prvi tretjini 13. stoletja psevdobazilika z osrednjo ladjo, dvema stranskima ladjama in enim transeptom. Leta 2003 so v stolnico položili posmrtne ostanke škofa Jána Vojtašáka (1877–1965).
Je eden največjih in najzanimivejših romanskih spomenikov na Slovaškem. Vsebuje veliko srednjeveških izrezljanih oltarjev in je počivališče mnogih gospodov Spiškega gradu; marmorni nagrobniki družine Zápoľský iz 15. stoletja so izjemne kakovosti. Nedavno obnovljena stenska poslikava iz leta 1317 prikazuje kronanje Karla I. za madžarskega kralja; druga slika v stolnici je vir za začasno ime anonimnega mojstra Kirchdraufa (prejšnje ime Spišské Podhradie).
Spišská Kapitula je v 12. stoletju postala glavni sedež cerkvene uprave v regiji. Leta 1776 je postala sedež škofije Spiš, potem ko je madžarska kraljica Marija Terezija razdelila škofijo Eger (zdaj nadškofija Eger). Stolnica je eden najdragocenejših primerov poznogotske in gotske arhitekture na Slovaškem.

## Sklic
1. ↑  Horváth, Tibor (1999). Szlovákia (v madžarščini) (1. izdaja.). Budimpešta: Cartographia. ISBN 963-353-180-2.